# PV TV
PV TV, rumunsky celým názvem Pescuit şi vânătoare TV (v překladu Rybaření a lov TV) byl placený satelitní a kabelový kanál rumunsko-maďarského provozovatele Tematic Cable Srl., jehož programový obsah byl tvořen dokumenty a magazíny o rybaření (z 60 %) a lovu (ze 40 %).
PV TV přinášela také reportáže a záznamy z rybářských soutěží. Od samého počátku až do roku 2014, kdy došlo ke sloučení, byla stanice konkurentem The Fishing & Hunting Channel. Programově stanice kladla důraz na místní obsah. 
Stanice vysílala nepřetržitě 24 hodin denně. Vysílání bylo cíleno na muže ve věku 18 až 50 let.  

## Historie
Stanice pro myslivce, lovce a rybáře zahájila vysílání v pondělí 12. října 2009. V tentýž měsíc došlo k zařazení programu PV TV do nabídky satelitního operátora Digi TV, který tím nahradil původní stanici The Fishing & Hunting Channel, neboť se s provozovatelem IKO Cable nedohodl na podmínkách dalšího šíření. PV TV vysílal od 6:00 do 2:00 hodin, zbývající čas vyplňovaly upoutávky. V té době PV TV vysílal pouze v maďarštině, ale v horní liště na obrazovce již běžely informace o plánovaných lokalizacích v českém, rumunském, maďarském a srbském jazyku.  
K dosavadním zvukovým stopám v maďarštině, rumunštině, bulharštině a angličtině přibyla 10. ledna 2010 česká lokalizace formou DVB titulků. Ty se však zobrazovaly správně pouze na přijímačích Humax dodávaných k Digi TV. Na odstranění problému provozovatel stanice pracoval. 
Po několika měsících nekódovaného satelitního vysílání zahájila PV TV ve čtvrtek 14. října 2010 testy systémů podmíněného přístupu Nagravision 3 a Nagravision 4. Přístup ke stanici měly nyní možnost sledovat pouze abonenti satelitní platformy Digi TV. 
V roce 2011 byla spuštěná webová prezentace na stránkách pv-tv.tv ve všech vysílaných jazycích .
Začátkem září 2012 zahájila PV TV nepřetržité vysílání ve vysokém rozlišení a v širokoúhlém formátu 16 : 9. Stanice v roce 2012 byla dostupná v 6,5 milionech domácností v Maďarsku, České republice, Slovensku, Rumunsku, Srbsku, Chorvatsku a Bulharsku. 
Provozovatel stanice se 15. května 2014 dohodl na fúzi s vlastníkem kanálu The Fishing & Hunting Channel, která dosavadní televizní stanici PV TV nahradila. Stanice získala nové logo, které bylo tvořeno původním logem PV TV a názvem The Fishing & Hunting Channel. Změnou prošel i grafický vizuál stanice. Spojením těchto dvou stanic se provozovatel dostal i na platformy, na kterých se se svým původním kanálem PV TV nedostal a rozšířil tím pokrytí domácností na 15 milionů. 

## Dostupnost

### Satelitní vysílání
| Družice              | Frekvence (GHz) | SR, FEC    | Platforma              | Kódování                       | Vysílací čas (SEČ) | Poznámka                                            |
| -------------------- | --------------- | ---------- | ---------------------- | ------------------------------ | ------------------ | --------------------------------------------------- |
| Eutelsat W2 (16°E)   | 11.014/V        | 27500, 3/4 | ITV Partner            | Cryptoworks, Videoguard        | 24 hodin           | 2009–2011 Dostupný v bulharštině                    |
| Hellas Sat 2 (39°E)  | 12.729/V        | 30000, 7/8 | Dolce                  | Videoguard                     | 24 hodin           | 2010 Dostupný v rumunštině                          |
| Thor 6 (0.8°W)       | 11.900/H        | 28000, 5/6 | Digi TV                | Nagravision 3                  | 24 hodin           | 2009 Dostupný v bulharštině, maďarštině, rumunštině |
| Eurobird 16 (15.8°E) | 10.796/V        | 30000, 3/4 | ITV Partner / Total TV | Conax, Cryptoworks, Videoguard | 24 hodin           | 2010–2011 Dostupný v bulharštině                    |